# Wappenschnitt
Der Wappenschnitt ist eine durch gerade oder krumme Begrenzungslinien nach heraldischen Regeln vom Wappenschneider durchgeführte Wappenschildteilung. Bei der Wappenbeschreibung oder Blasonierung wird entsprechend der Schnittform eine schnitttypische Bezeichnung verwendet. Viele Schnittfiguren teilen den Schild durch einfache Kontur. Aber in der Neuzeit sind durch die Gebrauchsgrafiker und Heraldiker immer kompliziertere Schnittformen ersonnen worden.

## Der heraldische Schnitt
So gibt es den Wolkenschnitt, Zinnenschnitt, Kerbschnitt, Kleeblattschnitt, Sägezahnschnitt und viele andere wappentypische Teilungslinien. Der Variantenreichtum nimmt nicht nur durch die Doppelausführung des Musters, sondern auch durch die Teilungsrichtung (Lage im Wappen) zu. Als Beispiel ist der Schrägzinnenschnitt zu nennen. Hier verläuft der Schnitt nicht waagerecht oder senkrecht, sondern diagonal von oben rechts nach unten links im Wappen. Es besteht auch die Möglichkeit von oben links nach unten rechts. Die Anlage des Schnittmotives (Achse des Schnittes) folgt dem oberen Schildrand.
Auch sind kopfgestellte Wappenschnitte verbreitet. Diese werden als gestürzt blasoniert. Die Vielfalt der Wappenschnitte lässt dadurch schnell unverwechselbare Wappen entstehen. Die seit Jahrhunderten gebräuchlichen Wappenschnitte mutierten zu Doppelschnitten.

## Liste von Wappenschnitten
| Name                                        | Blason | Charakteristik                                                                                              | Varianten                                                             | Beispiel                                            |
| ------------------------------------------- | --- | --- | --------------------------------------------------------------------- | --------------------------------------------------- |
| Astschnitt                                  | geästet                                                                                                   | schräggestellte Zinnen                                                                                      |                                                                       |                                                     |
| Bogenschnitt                                | ein-, ausgebogen                                                                                          | ein- oder ausgerundete Spitzen                                                                              | mehrere Bögen siehe auch Schuppen-/Lappenschnitt                      |                                                     |
| Cymbelschnitt                               | | Eisenhutschnitt oder Zinnenschnitt, der spitzer ausgeführt ist                                              |                                                                       |                                                     |
| Dornenschnitt oder Narbenschnitt (alt)      | | |                                                                       |                                                     |
| Doppelwolkenschnitt                         | | wie eingekerbte Herzen                                                                                      |                                                                       | Schildhaupt durch doppelten Wolkenschnitt abgeteilt |
| Doppelzinnenschnitt                         | | |                                                                       |                                                     |
| Dreibergschnitt                             | | wie Dreiberg auf Wappen                                                                                     |                                                                       |                                                     |
| Eisenhutschnitt                             | | wie Eisenhut (Feh)                                                                                          |                                                                       |                                                     |
| Flammenschnitt                              | | |                                                                       |                                                     |
| Gegenzinnenbalken                           | | |                                                                       |                                                     |
| Göpelschnitt                                | | |                                                                       |                                                     |
| Halbkrückenschnitt                          | | |                                                                       |                                                     |
| Herzschnitt                                 | | |                                                                       |                                                     |
| Jochschnitt                                 | | |                                                                       |                                                     |
| Kerbschnitt                                 | gekerbt                                                                                                   | aus kleinen Rundungen bestehend                                                                             |                                                                       |                                                     |
| Kerbzinnenschnitt                           | | mit (ein)gekerbten Zinnen                                                                                   |                                                                       |                                                     |
| Kleeblattbogen                              | | Element der Architektur an Toren und Fenstern von Burgen oder Türmen                                        |                                                                       |                                                     |
| Kleeblattschnitt                            | | mit Kleeblatt                                                                                               |                                                                       |                                                     |
| Kreuzschnitt                                | | mit Kreuz                                                                                                   |                                                                       |                                                     |
| Kreuzzinnenschnitt                          | | wenn Kreuze auf den Zinnen stehen                                                                           |                                                                       |                                                     |
| Kurvenschnitt                               | | |                                                                       |                                                     |
| Lappenschnitt                               | gelappt                                                                                                   | auch Schuppenschnitt                                                                                        |                                                                       |                                                     |
| Lilienschnitt                               | | |                                                                       |                                                     |
| Lindenblattschnitt                          | | Form des Schneckenschnittes                                                                                 |                                                                       |                                                     |
| Mondschnitt (Zirkelschnitt), Sichelschnitt  | | Teilungs-/Spaltungslinie nach rechts oder links durch Mondsichel oder Halbkreis unterbrochen und ausgebogen |                                                                       |                                                     |
| Palisadenschnitt                            | palisadenförmig geteilt                                                                                   | mit Palisaden; die Darstellung in der Heraldik als kurze hauptgespitzte Pfähle                              |                                                                       |                                                     |
| Pfahlschnitt                                | | |                                                                       |                                                     |
| Pfropf(en)schnitt                           | | |                                                                       | mit fünf Pfropfen schräglinks geteilt               |
| Sägezahnschnitt                             | | |                                                                       |                                                     |
| Schindelschnitt                             | | wie Zinnenschnitt, aber gröber (und anderer thematischer Bezug)                                             |                                                                       |                                                     |
| Schachbauernschnitt                         | | |                                                                       |                                                     |
| Schneckenschnitt                            | | |                                                                       |                                                     |
| Schrägzinnenschnitt                         | | Zinnenschnitt, schräg                                                                                       |                                                                       |                                                     |
| Schwalbenschwanzschnitt                     | geschwalbt                                                                                                | mit Schwalbenschwanz                                                                                        |                                                                       |                                                     |
| Schuppenschnitt                             | ausgeschuppt (gelappt)                                                                                    | auch: Lappenschnitt, aus kleinen Ausrundungen bestehend (siehe auch Bogenschnitt)                           |                                                                       |                                                     |
| Spickelschnitt                              | | Spitzenschnitt mit 60 Grad                                                                                  |                                                                       |                                                     |
| Spitzenschnitt                              | bei wenigen Spitzen wird die Zahl angegeben, z. B. mit vier gestürzten Spitzen                            | Spitzenwinkel 75 Grad                                                                                       |                                                                       |                                                     |
| Stufenschnitt                               | liegt der höhere Teil an der rechten Seite, so heißt das mit rechter Stufe geteilt andernfalls mit linker | wenn die Linie abwechselnd nach links und rechts rechtwinklig gebrochen wird                                |                                                                       |                                                     |
| Stufengiebelschnitt                         | | |                                                                       | gezinnte Sparren                                    |
| Sturzwogenschnitt                           | im Sturzwogenschnitt gespalten                                                                            | schräggestellte, sich über den Scheitelpunkt überschlagende Wellen                                          | Teilungen und Spaltungen in unterschiedlichen Richtungen der Wellen   |                                                     |
| Tannenschnitt (Tannengipfel-/wipfelschnitt) | | |                                                                       | und Zinnenschnitt                                   |
| Tannenreisschnitt                           | | |                                                                       | stilisiert                                          |
| Torfmoosschnitt                             | | |                                                                       |                                                     |
| Wellenschnitt                               | | |                                                                       | schräglinks                                         |
| Wogenschnitt                                | | |                                                                       |                                                     |
| Wolfszähne                                  | | | ein- oder ausgerundet gebogene Spitzen, die aus dem Seitenrand kommen |                                                     |
| Wolkenschnitt                               | | wie Wolkenfeh                                                                                               |                                                                       |                                                     |
| Zahnschnitt                                 | | Spitzenschnitt mit 45 Grad                                                                                  |                                                                       | grob fein                                           |
| Zickzackschnitt                             | | kleine Zacken                                                                                               |                                                                       |                                                     |
| Zinnenschnitt (Flachzinnenschnitt)          | | mit Zinnen                                                                                                  |                                                                       | Teilung Spaltung                                    |

## Verlaufende Formen

Von Grün und Silber im Wellenschnitt schräglinks geteilt, das silberne Feld oben in ein schräges silbernes Espenblatt, das grüne Feld unten in eine grüne Weintraube auslaufend
Kleeblatt auslaufend
Ahornsamen auslaufend